# Murten

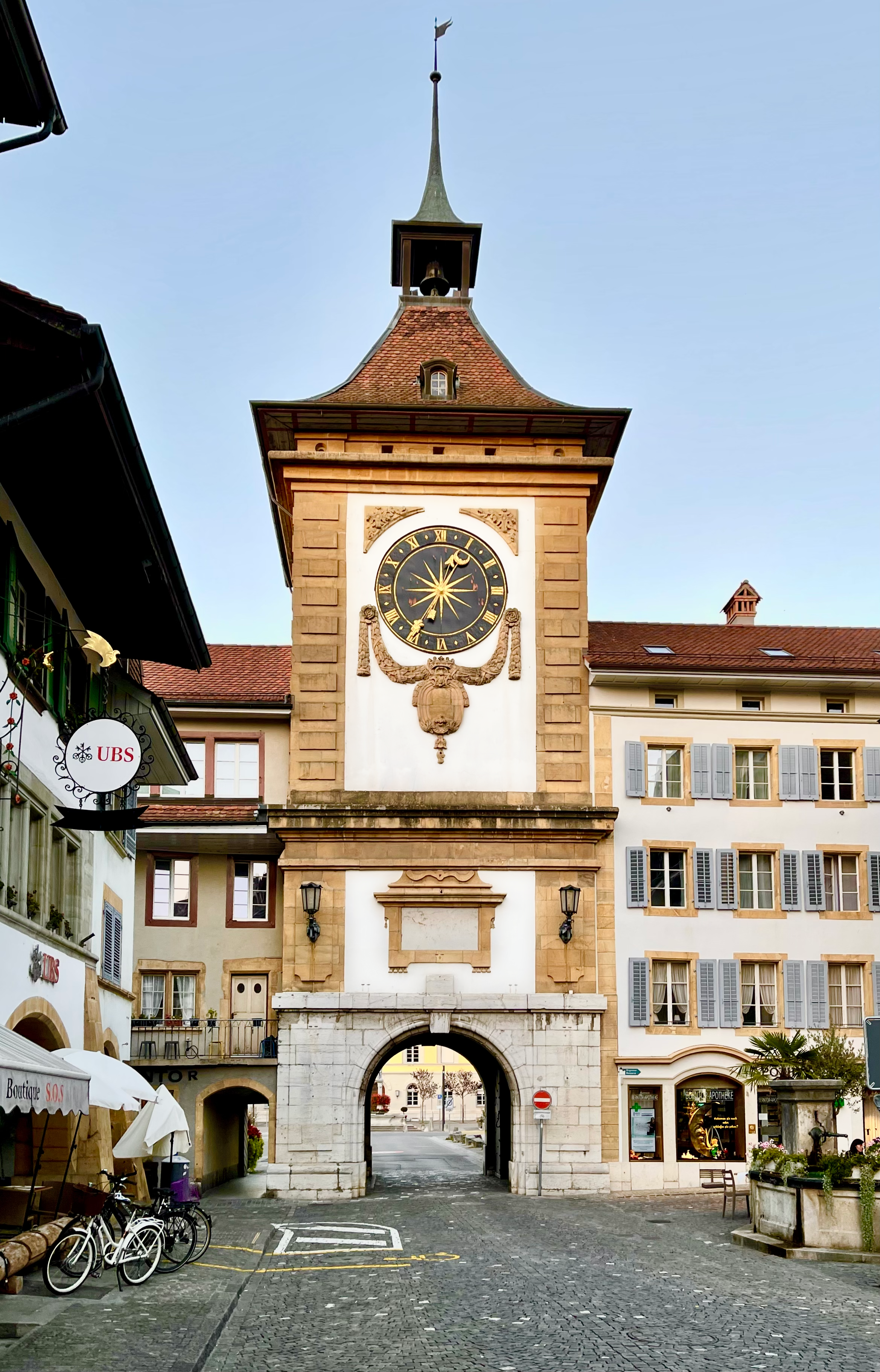
Porta de Murten em 2023.

Murten (Morat em francês) é uma comuna da Suíça, no Cantão Friburgo, com cerca de 5843  habitantes. Estende-se por uma área de 12,01 km², 486,51 de densidade populacional de 485,51  hab/km².
A língua mais falada é o alemão(75 % da população fala esta língua). Faz fronteira com as seguintes comunas: Meyriez, Courgevaux, Salvenach, Lurtigen, Büchslen, Galmiz, Muntelier, Ried bei Kerzers und Bas-Vully do cantão de Friburgo e Müntschemier no cantão de Berna.
www.murten.ch